# Ушкина, Наталья Григорьевна
Наталья Григорьевна Ушкина (7 сентября 1996, Потьма, Мордовия) — российская биатлонистка, призёр чемпионата России, призёр чемпионата мира среди юниоров по биатлону, чемпионка мира среди юниоров по летнему биатлону.
С 2020 года выступает за сборную Румынии.

## Биография
Представляет Республику Мордовия. В детском возрасте занималась лыжным спортом под руководством Игоря Чистякова. В 2010 году перешла в биатлон, тренер — Елена Владимировна Сапожникова.

### Юниорская карьера
Впервые приняла участие в юниорском чемпионате мира в 2015 году в Минске, стала серебряным призёром в эстафете, а в личных дисциплинах лучший результат — 11-е место. В 2016 году на чемпионате в Кеиле-Грэдиштей лучшим результатом стало седьмое место в гонке преследования, а в эстафете на последнем этапе спортсменка ошиблась на одном из рубежей и в результате сборная России была отброшена из призовой тройки на восьмое место.
На чемпионатах Европы среди юниоров участвовала в 2016 и 2017 годах, лучший результат — пятое место в гонке преследования в 2017 году.
На чемпионате мира по летнему биатлону среди юниоров в 2017 году в Чайковском стала чемпионкой в гонке преследования, а в спринте заняла четвёртое место.
Принимала участие в гонках юниорского Кубка IBU в сезонах 2015/16 и 2016/17. Победительница одной гонки — в сезоне 2015/16 в индивидуальной гонке на этапе в Ленцерхайде. По итогам сезона 2015/16 стала третьей в общем зачёте.
Неоднократно становилась победительницей первенств России и отборочных соревнований в младших возрастах.

### Взрослая карьера
Двукратный серебряный призёр чемпионата России 2018 года в командной гонке и гонке патрулей в составе команды Мордовии.
Становилась призёром этапов Кубка России.
В 2020 году заявила о смене гражданства и переходе в команду Румынии.

## Результаты

### Участие в Олимпийских играх
| Год  | Место проведения | Инд | Спр | Пр | МС | Эст | См |
| 2022 | Пекин            | 56  | 71  | —  | —  | —   | —  |